# بينسا
البينسا (بالإنجليزية: Pinca)‏ De-Pinze  هي نوع من أنواع خبز عيد الفصح [الإنجليزية] التقليدي في إيطاليا، وكرواتيا، وسلوفينيا والنمسا. يحظى بشعبية خاصة في إستريا وغرب كرواتيا، وفي أجزاء من مقاطعة ترييستي ودلماسية، بالإضافة إلى منطقة غوريشكا، والساحل السلوفيني [الإنجليزية]، وجنوب النمسا ومدينة غرتسية في إيطاليا.
تُعد البينسا رغيفًا من الخبز الحلو يحمل علامة الصليب، تُحفر بسكين على سطحه العلوي قبل الخبز.